# Жана дьо Дамартен
Жана дьо Дамартен, известна и като Жана Омалска, е suo jure графиня на Понтио и Омал и кралица на Кастилия и Леон – втора съпруга на кастилския крал Фернандо III.

## Произход и наследство
Родена е около 1220 г. Тя е най-възрастната дъщеря на Симон дьо Дамартен и Мария дьо Понтио, която през 1221 г. наследява от покойния си бащаГрафство Монтрьой. По бащина линия Жана е правнучка на френския крал Луи VII.
Тъй като родителите на Жана имали само четири дъщери и никакви синове, Жана става наследница на всичките владения на родителите си. През 1231 г. Жана става и наследница на Графство Омал, което през 1214 г. било отчуждено от владенията на семейството заради участието на баща ѝ и чичо ѝ в конспирация срещу крал Филип II Огюст, но през 1231 г. отново е върнато на Симон дьо Дамартен по благоволение на кралица Бланш Кастилска, регент на малолетния крал Луи IX.

## Годеж за Хенри III
Богатото наследство на Жана привлича вниманието изтъкнати кандидати за ръката ѝ. Първоначално тя е поискана от английския крал Хенри III. Младият английски крал, изгарящ от нетърпение да си възвърне Нормандия, която през 1204 била завладяна от френския крал Филип II, се нуждае от добра база за действия на континента. В такава подходяща база можело да се превърне Графство Понтио. Освен това богатството на Жана можело и да финансира английската армия.
Хенри III успява да се договори с родителите на Жана, които се съгласяват на този брак, и дори измолва папско позволение на бракосъчетанието – папската санкция била необходима на английския крал, който е близък родственик на Жана. Плановете за брак между Жана и Хенри III обаче предизвикват негативната реакция на френската кралица Бланш Кастилска, която не можела да допусне англичаните отново да се сдобият с владения в сърцето на френската корона. Кралицата изпраща протестно писмо до Рим, в което изтъква каноническите пречки пред планирания брак на Хенри III. Освен това, за да получи опрощение за участието си в бунта срещу Филип II, някога бащата на Жана бил принуден да се закълне пред Луи IX, че няма да омъжи най-голямата си дъщеря без позволението на краля. Бланш Кастилска напомнила на Симон дьо Дамартен тази негова клетва и дори заплашила, че ако дъщеря му се омъжи за английския крал, всички владения на семейството ще бъдат конфискувани. Така родителите на Жана били принудени да развалят годежа ѝ, а през 1236 г. Хенри III се жени за Елеонора Прованска.

## Кралица на Кастилия
През 1235 г. умира кастилската кралица Елизабет фон Хоенщауфен – съпруга на крал Фернандо III Кастилски, който се падал племенник на френската кралица Бланш Кастилска. Обезпокоена, че племенникът ѝ може да бъде въвлечен в съюз срещу Франция, Бланш Кастилска решава да го ожени повторно, но този път за френска благородничка. Изборът на кралицата пада върху Жана дьо Дамартен, чиято ръка е предложена на Фернандо III. Бракът между двамата е сключен през 1237 г. С този брак Бланш постига гаранции, че обширните владения на Жана няма да попаднат в ръцете на френските противници. Освен това Фернандо III вече има наследници от първия си брак, с което вероятността владенията на Жана да станат някога собственост на кастилската корона става почти нищожна.
От брака на Жана и кастилския крал се раждат четирима сина и една дъщеря:
- Фердинанд дьо Понтио (1236 – 1265)
- Леонор (Елинор) Кастилска (1241 – 1290), кралица на Англия чрез брака си с английския крал Едуард I
- Луис (1243 – 1275)
- Симон († 1244)
- Хуан († 1245)

През 1239 г. умира бащата на Жана и тя наследява от него графската титла на Омал. През 1251 умира и майка ѝ, след което към владенията на Жана са присъединени графствата Понтио и Монтрьой. Въпреки това Жана живее постоянно в Кастилия при съпруга си и неотменно го съпровожда навсякъде в кралството.

## Завръщане в Понтио
След смъртта на Фернандо III крал на Кастилия и Леон става Алфонсо X, син на Фернандо III от предходния му брак. Известно време след смъртта на съпруга си Жана успява да се скара с новия крал относно земите и средствата, които ѝ се полагат като вдовица на покойния Фернандо III. За да получи полагащите ѝ се земи и доходи от Кастилия, през 1253 г. Жана се съюзява с Федрик Кастилски, един от братята на Алфонсо X. Федрик също остава недоволен от факта, че не получава от брат си полагащата му се част от владенията, завещани от баща им. Освен това Жана търси и подкрепата на бившия си годеник Хенри III, чийто син трябвало да се ожени за дъщеря ѝ Леонор. Това причинява окончателен разрив в отношенията между Алфонсо X и мащехата му, която през 1254 г. се връща в Понтио заедно с най-големия си син и наследник Фердинанд.
В Понтио Жана се омъжва повторно – за Жан дьо Нел, сеньор Дьо Фалви, но от този брак не се раждат наследници.
През 1260 г. умира графинята на Булон, Матилда дьо Дамартен, която е първа братовчедка на Жана. Единственият син на Матилда се отказва от наследството на майка си, което разпалва спор за наследяването на Булонското графство, за което претенции предявява и Жана. Парижкият парламент обаче признава за наследник на Булон друга претендентка за графството – графиня Аделаид Брабантска.
В последните години от живота на Жана дьо Демартен се изостря изключително въпросът за наследяването на нейните владения. През 1264 умира най-големият ѝ син Фердинанд, който оставя един невръстен син – Жан дьо Понтио. По тогавашните закони за наследяване, действащи в Понтио, наследник на Жана става вторият ѝ син Луис. Луис обаче умира млад и наследница на владенията на Жана става английската кралица Елинор Кастилска. Недоволна, че владенията ѝ ще попаднат в ръцете на английския крал, Жана завещава част от тях на внука си Жан дьо Понтио.

## Смърт
Жана дьо Дамартен умира на 15 март 1279 г. в Абевил, Франция. Погребана е в абатство Валуар. След смъртта ѝ Елинор Кастилска и съпругът ѝ Едуард I, които встъпват във владение на Понтио, са принудени да изплатят бързо дълговете на Жана, за да предотвратят намесата на френския крал в делата на графството. Освен това двамата успяват да достигнат до споразумение с Жан дьо Понтио, съгласно което последният е признат за граф на Омал, срещу което той се отказва от наследството си в Понтио.